# Efectul Meissner

Diagramă a efectului Meissner. Liniile de câmp magnetic, reprezentate ca săgeţi, sunt excluse dintr-un superconductor atunci când temperatura lui scade sub temperatura critică, notată T_{C}

Efectul Meissner (numit și efectul Meissner-Oschenfeld) reprezintă expulzarea liniilor de câmp magnetic ale unui metal dacă acestui metal îi este atribuită o stare de supraconductibilitate. A fost descoperit de Walther Meissner și Robert Oschenfeld în 1933 prin măsurarea distribuției de flux magnetic în afara unor specimene de plumb și de cositor în timp ce acestea erau răcite sub temperatura critică în prezența unui câmp magnetic.